# Yu Zidi
Yu Zidi (chiń. 于子迪, ur. 16 października 2012) – chińska pływaczka. 
W maju 2023 roku, w wieku dziesięciu lat, wzięła udział w wiosennych mistrzostwach kraju, na których m.in. zajęła 20. miejsce w konkurencji 400 m st. zmiennym. Rok później, także podczas rozgrywanych wiosną mistrzostw Chin, zdobyła srebrny medal w konkurencji 400 m st. zmiennym; natomiast na mistrzostwach kraju na basenie 25-metrowym wywalczyła złote medale w konkurencjach 400 m st. zmiennym oraz 4 x 200 m st. dowolnym.
W 2025 roku wystąpiła w mistrzostwach świata, które odbyły się w Singapurze. Zdobyła brązowy medal w konkurencji sztafety 4 × 200 m stylem dowolnym. Ten sukces osiągnęła w wieku 12 lat i 292 dni, co uczyniło ją najmłodszą medalistką seniorskich mistrzostw świata (poprawiła osiągnięcie Allison Higson, która wywalczyła medal w wieku 13 lat i 158 dni) oraz drugą najmłodszą osobą w historii, która zdobyła medal na pływackich mistrzostwach świata bądź igrzyskach olimpijskich (młodsza była jedynie Inge Sørensen). Jej osiągnięcie wywołało dyskusję na temat minimalnego wieku startu w mistrzostwach świata. W dniu zdobycia medalu przez zawodniczkę obowiązywał przepis określający minimalny wiek uczestnika na 14 lat, z wyjątkiem przypadków, gdy zawodnik spełnił minimum kwalifikacyjne A. Ponadto na czempionacie w Singapurze startowała w konkurencjach: 200 m st. motylkowym, 200 m st. zmiennym i 400 m st. zmiennym – wszystkie te starty zakończyła na 4. miejscu.

## Rekordy życiowe
| Konkurencja             | Data            | Miejsce    | Rezultat   |
| Basen 50 m              | Basen 50 m      | Basen 50 m | Basen 50 m |
| ----------------------- | --------------- | ---------- | ---------- |
| 200 m stylem dowolnym   | 31 lipca 2025   | Singapur   | 1:59,28    |
| 200 m stylem motylkowym | 31 lipca 2025   | Singapur   | 2:06,43    |
| 200 m stylem zmiennym   | 28 lipca 2025   | Singapur   | 2:09,21    |
| 400 m stylem zmiennym   | 3 sierpnia 2025 | Singapur   | 4:33,76    |

Źródło: 